# Judit Vargová (atletka)
Judit Vargová (maďarsky Varga Judit; * 16. dubna 1976, Szombathely) je italsko–maďarská atletka, olympionička a bronzová mistryně Evropy v běhu na 800 metrů z roku 1998. 

## Biografie
Svou sportovní kariéru začínala jako běžkyně středních tratí, později si vyzkoušela i tratě delší. Na mistrovství Evropy do 23 let roku 1997 obsadila dvě šestá místa v běhu na 400 a 4 × 400 metrů. V roce 1998 na halovém mistrovství Evropy ve Valencii obsadila třetí místo za první Ludmilou Formanovou a druhou Malin Ewerlöfovou v běhu na 800 metrů. V roce 2002 na mistrovství Evropy skončila čtvrtá v běhu na 1500 metrů. Během světového atletického finále v roce 2003 byla pátá v běhu na 1500 metrů. Po roce 2009 závodila v italských barvách především na delších tratích a maratonech. Je držitelkou několika maďarských běžeckých rekordů.

### Soukromý život
Od roku 2004 žije v Itálii.  Je vdaná, jejím manželem je italský desetibojař Albert Donati.

## Osobní rekordy

### Maďarsko
- 800 metrů – 1:59.46 (2003)
- 1500 metrů – 4:01.26 (2002)

### Itálie
- 800 metrů – 2:00.91 (2009)
- 1500 metrů – 4:05.60 (2009)